# Голуб-бронзовокрил чубатий
Ocyphaps lophotes — вид голубових.

## Поширення
Широко поширений майже по всій материковій Австралії. Населяє луки, чагарникові та лісисті райони. Були помічені на пасовищах, спортивних майданчиках, в садах.

## Поведінка
Коли злітають виробляють свистячий звук. Близько 90 % їжі складається з насіння і листя, комахи і дрібні безхребетні споживаються в невеликій кількості. Харчується групами по 5—6 особин.

## Відтворення
Хоча вони можуть розмножуватися протягом усього року, це більш поширено в теплу пору року. Гнізда зазвичай складаються з платформи з лози. Кладка складається з двох овальних, білих і блискучих яєць. Зазвичай пташенята вилупиться через 3 тижні. Обоє батьків насиджують яйця. За 2 тижні після вилуплення молодь повністю вкрита пір'ям.

## Морфологія
Довжина варіюється від 30 до 34 сантиметрів і важить від 150 до 250 грамів. Забарвлення сіре з відтінками коричневого і зеленого. На голові має чорний стрункий чуб. Очі оточені широкими, червоними кільцями.